# 第16回日劇學院賞
←第15回 - 第16回 - 第17回→
第16回日劇學院賞是針對1998年一到三月在日本播出的連續劇做出投票與評比，這一期一共有三十部連續劇被提名。

## 得獎名單

### 最優秀作品賞
1. 聖者的行進
2. 閃亮的人生
3. 新聞女郎
4. 成人禮
5. 冷月

### 主演男優賞
1. 石田壹成（聖者的行進）
2. 木梨憲武（甜蜜結婚）
3. 長瀨智也（成人禮）

### 主演女優賞
1. 鈴木保奈美（新聞女郎）
2. 中森明菜（冷月）
3. 深津繪里（閃亮的人生）

### 助演男優賞
1. 瀧澤秀明（新聞女郎）
2. 金子賢（成人禮）
3. 長塚京三（新聞女郎）

### 助演女優賞
1. 鈴木京香（閃亮的人生）
2. 廣末涼子（聖者的行進）
3. 永作博美（冷月）

### 主題歌賞
1. 奧田民生：流浪（成人禮）
2. 中島美雪：糸、命的別名（聖者的行進）
3. 小事樂團：Time goes by（甜蜜結婚）

### 其他
- 新人俳優賞：秋山實希（成人禮）
- 最佳服裝賞：榎本加奈子（戀愛Y世代）參看Y世代
- 腳本賞：野島伸司（聖者的行進）
- 監督賞：河毛俊作、石阪理江子、櫻庭信一（閃亮的人生）
- 攝影賞：甜蜜的季節
- 卡司賞：閃亮的人生
- 片頭賞：甜蜜的季節
- 電視週刊特別賞：「閃亮的人生」醫療關係考證人員

## 投票結果

### 作品賞

#### 評審投票
1. 閃亮的人生
2. 新聞女郎
3. 聖者的行進

#### TV記者投票
1. 聖者的行進
2. 閃亮的人生
3. 新聞女郎

#### 讀者投票
1. 聖者的行進
2. 閃亮的人生
3. 新聞女郎
4. 冷月
5. 成人禮
6. 甜蜜的季節
7. 甜蜜結婚
8. 我心屬於你
9. 刑事搜查線
10. 沒愛過多好

### 主演男優賞

#### 評審投票
1. 石田壹成（聖者的行進）
2. 緒形拳（飛翔的男人）
3. 長瀨智也（成人禮）、木梨憲武（甜蜜結婚）

#### TV記者投票
1. 石田壹成（聖者的行進）
2. 木梨憲武（甜蜜結婚）
3. 長瀨智也（成人禮）

#### 讀者投票
1. 石田壹成（聖者的行進）
2. 木梨憲武（甜蜜結婚）
3. 長瀨智也（成人禮）
4. 東山紀之（沒愛過多好）
5. 柴田恭兵（刑事搜查線）
6. 陣內孝則（交給我吧親愛的）
7. 中村雅俊（太陽滿滿）
8. 緒形拳（飛翔的男人）
9. 原田龍二（南町奉行事件帖  憤怒！求馬）
10. 赤井英和（略奪愛）

### 主演女優賞

#### 評審投票
1. 中森明菜（冷月）
2. 鈴木保奈美（新聞女郎）
3. 深津繪里（閃亮的人生）

#### TV記者投票
1. 鈴木保奈美（新聞女郎）
2. 深津繪里（閃亮的人生）
3. 松島菜菜子（甜蜜的季節）

#### 讀者投票
1. 鈴木保奈美（新聞女郎）
2. 中森明菜（冷月）
3. 深津繪里（閃亮的人生）
4. 松島菜菜子（甜蜜的季節）
5. 榎本加奈子（戀愛Y世代）
6. 松本明子（我心屬於你）
7. 佐藤夕美子（甜辣美人）
8. 澤口靖子（新·御宿翡翠）
9. 賀來千香子（交給我吧親愛的）
10. 廣末涼子（聖者的行進）

### 助演男優賞

#### 評審投票
1. 瀧澤秀明（新聞女郎）
2. 金子賢（成人禮）
3. 長塚京三（新聞女郎）

#### TV記者投票
1. 瀧澤秀明（新聞女郎）
2. 金子賢（成人禮）
3. 安藤政信（聖者的行進）

#### 讀者投票
1. 瀧澤秀明（新聞女郎）
2. 長塚京三（新聞女郎）
3. 椎名桔平（甜蜜的季節）
4. 安藤政信（聖者的行進）
5. 柳葉敏郎（閃亮的人生）
6. 金子賢（成人禮）
7. 的場浩司（冷月）
8. 寺脇康文（我心屬於你）
9. 岡田義德（戀愛Y世代）
10. 段田安則（聖者的行進）

### 助演女優賞

#### 評審投票
1. 廣末涼子（聖者的行進）
2. 永作博美（冷月）
3. 通口可南子（甜辣美人）

#### TV記者投票
1. 鈴木京香（閃亮的人生）
2. 永作博美（冷月）
3. 酒井法子（聖者的行進）

#### 讀者投票
1. 廣末涼子（聖者的行進）
2. 鈴木京香（閃亮的人生）
3. 永作伯美（冷月）
4. 酒井法子（聖者的行進）
5. 松雪泰子（閃亮的人生）
6. 中谷美紀（成人禮）
7. 松本莉緒（聖者的行進）
8. 通口可南子（甜辣美人）
9. 高島禮子（甜蜜結婚）
10. 鈴木紗理奈（略奪愛）

### 主題歌賞

#### 評審投票
1. 奧田民生：流浪（成人禮）
2. 中島美雪：糸、命的別名（聖者的行進）
3. 小事樂團：Time goes by（甜蜜結婚）、南方之星：LOVE AFFAIR~秘密約會（甜蜜的季節）

#### TV記者投票
1. 中島美雪：糸、命的別名（聖者的行進）、奧田民生：流浪（成人禮）
2. 小孩先生：向西向東（閃亮的人生）、南方之星：LOVE AFFAIR~秘密約會（甜蜜的季節）

#### 讀者投票
1. 小事樂團：Time goes by（甜蜜結婚）
2. 中島美雪：糸、命的別名（聖者的行進）
3. 小孩先生：向西向東（閃亮的人生）
4. 奧田民生：流浪（成人禮）
5. 茱蒂與瑪莉：散步道（新聞女郎）
6. 南方之星：LOVE AFFAIR~秘密約會（甜蜜的季節）
7. GLAY：HOWEVER（略奪愛）
8. 中森明菜：歸省~Never Forget~（冷月）
9. 松本明子：Soon（我心屬於你）
10. 相川七瀨：她與我的事情（太陽滿滿）